# Rude journée pour la reine
Pour plus de détails, voir Fiche technique et Distribution.
Rude journée pour la reine est un film franco-suisse réalisé par René Allio et sorti en 1973.

## Synopsis
Dans un petit pavillon d'une banlieue parisienne, toute une famille prolétaire se serre sous l'égide d'un couple quinquagénaire, Jeanne et Albert. Il y a là les parents retraités de Jeanne, et Catherine, la mère d'Albert, veuve et franchement casse-pieds. Alors que Jeanne assure à l'extérieur la tâche de femme de ménage pour plusieurs employeurs, elle s'occupe de toute la famille qui s'est aisément mise sous sa dépendance au point que lorsqu'il lui arrive parfois d'être en retard, personne n'ait eu la présence d'esprit d'aller acheter le pain ou de mettre l'eau à chauffer pour les pâtes. Engluée dans cette vie morne, Jeanne doit faire face à bien d'autres soucis : Albert, très contrarié parce qu'à son âge il n’a trouvé qu’un petit boulot de gardien de nuit, est devenu irascible et s'énerve pour un rien. Et puis, et surtout, il y a Julien, le beau-fils de Jeanne, qui était en prison et en est sorti avec l'idée fixe de reconquérir coûte que coûte sa dulcinée Annie qui a mis au monde leur fils Patrick, causant ainsi un grand émoi dans la famille et son entourage. Heureusement qu'au milieu de tous ces tracas, Jeanne a une échappatoire : elle rêve éveillée grâce à la presse à sensation, au cinéma et à la télévision. Lorsque Julien vient en cachette demander à sa belle-mère de rapidement remettre en main propre une lettre à Annie (un plan pour s'enfuir ensemble, car ni le père de Julien ni les parents d'Annie, M. et Mme Thouars, n'approuvent la relation de leurs enfants), Jeanne est paniquée, dépassée par la responsabilité que Julien lui confie, contrariée de devoir agir dans le dos d'Albert et des Thouars. Son angoisse fait qu'elle imagine que sa prise de contact avec Annie sera violente comme celles vues dans des romans-photos de Nous Deux ou dans des feuilletons télévisés romanesques. Puis, devant agir à l'insu d'Albert, elle se voit comme une femme qui tromperait son mari, faisant la une de journaux à sensation comme France Dimanche ou Ici Paris, photographiée en flagrant délit d'adultère avec « son amant » Julien. Elle se voit encore comme une femme suspecte interrogée par le commissaire de la série télévisée Les Cinq Dernières Minutes. Pour Jeanne, remettre la lettre à Annie va s'avérer être un vrai parcours du combattant, car Annie travaille dans le bar-tabac familial « Le Narval » où Jeanne est toujours mal reçue par les Thouars lorsqu'elle vient acheter un paquet de Gitanes pour Albert. Finalement, endossant, selon les circonstances, le rôle de Présidente de la République ou celui de Sissi, impératrice, la « reine Jeanne », en femme de ménage appliquée, va majestueusement parvenir à régler ses problèmes familiaux.

## Fiche technique
- Titre original : Rude journée pour la reine
- Réalisation :	René Allio
- Scénario : René Allio, Bernard Chartreux
- Dialogues : René Allio
- Décors : Françoise Darne, Christine Laurent
- Costumes : Christine Laurent ; robes « Beau mariage » et « Présidente » créées par Marc Bohan pour Simone Signoret
- Photographie : Denys Clerval
- Son : Paul Lainé
- Montage : Sylvie Blanc
- Musique : Philippe Arthuys
  - Chanson : Arrêter les aiguilles, paroles de Paul Briollet et Paul Dalbret, musique de Paul Dalbret, interprétée par Berthe Sylva (1925) ; extrait de l'opéra Lakmé de Léo Delibes (1883).
- Production : René Allio
- Sociétés de production : Citel Films (Suisse), ORTF, Polsim Production (France)
- Sociétés de distribution : Nouvelles éditions de films, PlanFilm (France), Jupiter Films, Shellac (France, ressortie), Pyramide International (étranger)
- Pays d’origine :  France /  Suisse
- Langue originale : français
- Format : 35 mm — couleur par Eastmancolor — 1.66:1 — son monophonique
- Genre : comédie dramatique
- Durée : 101 min[3]
- Date de sortie : 
  - France 6 décembre 1973
- Classifications CNC : tous publics, Art et Essai (visa d'exploitation no 41220 délivré le 26 octobre 1973)

## Distribution
- Simone Signoret : Jeanne
- Jacques Debary : Albert
- Olivier Perrier : Julien
- Orane Demazis : Catherine
- Christiane Rorato : Mathilde
- Alice Reichen : Rose
- André Valtier : Charles
- Michel Peyrelon : Georges
- Arlette Chosson : Annie
- Denise Bonal : Armande Thouars
- Pierre Léomy : Monsieur Thouars
- Gabriel Cattand : Monsieur Flatters
- Gérard Depardieu : Fabien
- Abdallah Badis : Dan
- Tanya Lopert : Maya

## Production

### Tournage
Le tournage a eu lieu du 7 mai au 23 juin 1973 en extérieurs au château de Versailles (galerie des Glaces) et à La Courneuve (Seine-Saint-Denis).

## Accueil

### Critiques
- « À travers la psychanalyse d’une femme de ménage, un discours brechtien sans en avoir l’air. La réalité sociale, prolétarienne, y est donc bien plus juste, bien plus vraie que dans les meilleurs films français dits réalistes, toujours quelque peu mystifiants par leur romanesque. Le film d’Allio est un grand film politique. » Le Monde[4] :
- « Le film sonne juste parce que le discours de Jeanne et de Julien, les personnages qui osent se révolter, c’est le discours réellement récolté par Allio chez certaines gens du peuple. On met en scène des personnages réellement populaires, avec dans leur bouche, des mots qui sonnent justes. Pour une fois, un cinéaste fait une enquête avant d’écrire ses dialogues. […] Pour une fois, un cinéaste va puiser ses dialogues dans la vie réelle du peuple. » Cahiers du cinéma[5]

## Analyse
- Si vous ne connaissez pas le sujet, laissez ce bandeau (vous pouvez alors contacter les auteurs).
- Si vous supprimez le contenu mis en cause (vous pouvez préalablement contacter les auteurs),

argumentez précisément cette suppression dans la page de discussion
(un manque de référence n'est pas un argument ; une recherche réelle de référence doit avoir été effectuée, être formellement documentée).
L'idée forte est d'avoir choisi la ménagère de 50 ans, indice charnière de la consommation, pour confronter prolétaires et gouvernants à leurs problèmes respectifs plus ou moins graves et s'apercevoir qu'il faut peut-être autant de doigté aux uns comme aux autres pour les résoudre. Avec ses moyens roturiers ou nobles, Jeanne va tantôt être gênée, tantôt être aidée par ses atours royaux ou ceux de « technicienne de surface ». Simone Signoret passe aisément du rêve à la réalité comme du rôle de souveraine à celui de ménagère et mérite amplement une royale couronne pour avoir soutenu le film pas si évident d’Allio où on bascule brutalement de la réalité à l'imaginaire, ce qui peut être parfois déroutant. Constat final, un labeur aussi rude pour le roi comme pour l'ouvrier, mais avec une grosse différence : la vie et les problèmes du premier intéressent les trois-quarts de la planète tandis que ceux du second, pas grand monde…

## Citations
« Merci René Allio pour Rude journée pour la reine. »

— Simone Signoret, La nostalgie n’est plus ce qu’elle était.

« Jeanne, engoncée dans une robe sans forme, tassée par la vie et les humiliations, c'est Simone Signoret. Sans elle, sans l'éclat de son regard limpide, le film ne serait peut-être qu'une chronique sociale de plus. Extrêmement sobre, révélant d'un geste délicat, à peine esquissé, la peur ou le courage, la tendresse ou la résignation, elle trouve là l'un de ses plus beaux rôles. »

— Télérama

« En racontant l'histoire à notre manière, tantôt sur un plan, tantôt sur un autre, on multiplie les approches du conflit, les axes du regard et même la description des personnages. […] Tous les thèmes abordés dans les rêves tournent autour d’une même fonction : à travers le conflit familial, faire triompher la notion d’ordre, de hiérarchie, au sein de la famille elle-même miroir du corps social. Là où nous les avons prises, les variations autour de ce thème sont d’une affligeante pauvreté, parce que seuls des stéréotypes sont mis en œuvre, et non pas justement, l’imagination. Dans le film, cela ne peut devenir riche qu’au niveau de ce qui est dessous : quand l’empereur est en même temps Albert, quand l’impératrice est en même temps Jeanne, quand la dame de cour flirtant dans un coin avec un vieux général, c’est la sœur de Jeanne, qui, dans la vie rêve de se faire entretenir par un quinquagénaire fortuné… Tout cela donc s’enrichit de notations en rapport avec la réalité familiale et la condition sociale de cette famille. »

— René Allio

« J'avais initialement prévu de tourner en 16 mm ; j'étais arrivé à ce choix pour des raisons d'ordre économique principalement. Cependant, si tourner en 16 mm ne fait pas tomber le budget d'un film de façon importante, il est en revanche un moyen idéal pour approcher la réalité. Finalement nous avons tourné en 35 mm, mais avec une petite caméra (une Harry B.L.) à peine plus lourde qu'une Coutant, par conséquent, dans les conditions du 16 mm. Du coup, le mode de tournage prévu n'a pratiquement pas changé. Du point de vue de la couleur, c'est une couleur très fruste, presque vulgaire. Cela aussi, je l'ai souhaité au départ, puisque je cherchais quelque chose à l'opposé de ce que j'avais fait dans Les Camisards, qui s'appuyait sur une plastique faisant référence à une tradition picturale. Ici, il s'agissait de tourner d'une façon plus brute. »

— René Allio

### Rétrospective René Allio 2014
Le film ressort du 1er octobre au 31 décembre 2014 conjointement à La Vieille dame indigne (1965) et L'Heure exquise (1981), en versions restaurées dans 15 salles des Cinémas du Sud (région PACA) dans le cadre d'une « rétrospective René Allio » organisée par Cinétilt. 